# Richard l'ostiaire
Richard est un comte et un ostiaire sous Louis Ier le Pieux. Il est mort entre 839 et 842. Il est peut-être fils de Richard, comte d'Amiens et frère de Bivin de Gorze.

## Biographie
En 825, il est missus dominicus en Tarentaise et à Vienne, mais durant les luttes entre Louis le Pieux et son fils aîné Lothaire Ier, il choisit le parti de son fils, ce qui lui vaut d'avoir ses biens confisqués. Il suit Lothaire en Italie en 834 et obtient le pardon de l'empereur ainsi que la restitution d'une partie de ses biens quand le père et le fils se réconcilient le 26 juin 839. Il lègue une de ses villæ à l'abbaye de Prüm, donation que Lothaire Ier confirme le 12 novembre 842, en présence de Bivin son frère et exécuteur testamentaire.